# Cuissy-et-Geny
Cuissy-et-Geny è un comune francese di 70 abitanti situato nel dipartimento dell'Aisne della regione dell'Alta Francia.

## Società

### Evoluzione demografica
Abitanti censiti